# Shawn Lawes
Shawn Lawes (ur. 3 lipca 1993) – jamajski piłkarz występujący na pozycji obrońcy, zawodnik Waterhouse FC. Reprezentant Jamajki.

## Życiorys

### Kariera klubowa
Swoją karierę piłkarską rozpoczął w jamajskim klubie Arnett Gardens FC z National Premier League. Następnie był zawodnikiem klubów: Barbican FC, Cavalier FC i Reno FC. 1 lipca 2017 podpisał kontrakt z Waterhouse FC.

### Kariera reprezentacyjna
W reprezentacji Jamajki zadebiutował 30 stycznia 2018 na stadionie Mardan Stadı (Mardan Spor Kompleksi, Aksu, Turcja) w zremisowanym 2:2 meczu towarzyskim przeciwko Korei Południowej.

## Sukcesy

### Klubowe
Waterhouse FC
- Zdobywca drugiego miejsca w National Premier League: 2017/2018, 2018/2019
- Zdobywca drugiego miejsca w CFU Club Championship: 2019